# 中山善衞
中山 善衞（なかやま ぜんえ、1932年（昭和7年）7月7日 - 2014年（平成26年）6月24日）は、日本の宗教家。天理教3代目真柱。

## 生涯
1932年（昭和7年）、天理教の2代目真柱である中山正善の長男として生まれた。
当時彼がまだ学生時代を送っていた1949年（昭和24年）10月26日に真柱継承者に推戴され、1951年（昭和26年）に慶應義塾大学文学部史学科に入学。大学卒業後は1958年（昭和33年）に結婚し、後に4代目真柱となる長男中山善司を筆頭に3男3女をもうける。
1967年（昭和42年）11月14日、2代目真柱である父・正善の死去に伴い3代目真柱に就任。1998年（平成10年）に長男の善司に真柱の理を継承させるまでの約31年間に渡り真柱を務めた。
2014年（平成26年）6月24日の午後7時55分、心不全のため奈良県天理市三島町の自宅で死去した。81歳没（出直し）

## 著書
- 『僕のインタビュー - 中山善衛対談集』（天理教道友社、1962年）
- 『道しるべ』（天理教道友社、1976年→1994年）
- 『喜びの日日』（天理教道友社、1992年）
- 『若者に期待する - 三代真柱お言葉』（天理教道友社編、1998年）
- 『教会内容の充実 - 三代真柱お言葉』（天理教道友社編、1998年）